# Pectinichelus lopatini
Pectinichelus lopatini är en skalbaggsart som beskrevs av Medvedev 1959. Pectinichelus lopatini ingår i släktet Pectinichelus och familjen Melolonthidae. Inga underarter finns listade i Catalogue of Life.